# Pseudomyrmex gracilis
Pseudomyrmex gracilisg là một loài kiến lớn có chiều dài 8–10 mm. Nó thường thấy trên cây cối. Nó có bề ngoài và di chuyển giống ong bắp cày. Kiến này có hai mày, đầu và da dày màu đen còn phần còn lại cơ thể màu cam với bóng đậm. Mỗi tổ có một kiến chúa. Tổ nhỏ và có chứa ít kiến thường treo trên cây cao. Loài kiến này chích rất đau. Chúng ăn côn trùng và dịch ngọt từ các loài côn trùng ăn nhựa cây. Loài kiến này xuất phát từ México.